# Hendecasticha aethaliana
Hendecasticha aethaliana är en fjärilsart som beskrevs av Edward Meyrick 1881. Hendecasticha aethaliana ingår i släktet Hendecasticha och familjen vecklare. Inga underarter finns listade i Catalogue of Life.